# Cayrac
Cayrac é uma comuna francesa na região administrativa de Occitânia, no departamento de Tarn-et-Garonne. Estende-se por uma área de 6,21 km². Em 2010 a comuna tinha 574 habitantes (densidade: 92,4 hab./km²).